# Associació d'Escriptors en Llengua Catalana
L'Associació d'Escriptors en Llengua Catalana (Association des écrivains de langue catalane, AELC) est une association professionnelle réunissant des écrivains de langue catalane. L'association fut fondée le 31 octobre 1977 par plus de 100 écrivains issus des régions de langue catalane, faisant suite à une résolution de 1975 du Congrès de culture catalane.
Elle est distinguée par le Prix Creu de Sant Jordi en 2003.